# 卡路士·艾杜亞度
卡路士·艾杜亞度·馬基斯（葡萄牙語：Carlos Eduardo Marques，1987年1月18日—），是一名巴西足球运动员，司职中場，目前效力德甲球队賀芬咸。

## 球會生涯
卡路士·艾杜亞度曾和盧卡斯一起在巴西青年隊效力。卡路士·艾杜亞度於2005年被皇家馬德里球探看中，但皇家馬德里最後決定不與他簽約，因為他們認為他需要時間來適應西班牙足球。
2007年南美自由杯卡路士·艾杜亞度與球隊殺入決賽，雖然他的球隊甘美奧輸給了小保加。但他展示聰明腳法，快速轉身穿過對手左翼，取得一球。
他曾3次替巴西U20上陣。
2007年8月29日，他以德甲轉會費第二高紀錄的800萬歐元加盟賀芬咸。2008年5月4日，卡路士·艾杜亞度被停賽3場，因為錄像證據顯示他踢科隆球員安達的臉部而被秋後算脹。

## 國際賽生涯
2009年10月27日，他首次出現於國家隊大軍之中。

## 榮譽
- 里奧格蘭迪州聯賽: 2007

## 連結
- sambafoot
- Profile at TSG-Hoffenheim.de （德文）
- Career stats at Fussballdaten.de （页面存档备份，存于） （德文）
- zerozero.pt[永久] （葡萄牙文）
- CBF（页面存档备份，存于） （葡萄牙文）
- Carlos Eduardo profile （葡萄牙文）